# 三段構え
三段構え（さんだんがまえ）とは、相撲における基本体を伝える、上段・中段・下段の三種類の構えの事である。

## 概説
同じ相撲の儀式の中でも、「土俵入りのような通俗なものではなく、もっとも典故を重んじた相撲道の儀式として、然るべき場合に執行される」ものとされる。特別な行事の際などに東西の横綱または大関によって行われるのが通例である。
各段の構えの形式と意味は以下の通りである。
- 上段の構えは「本然の体」と呼ばれ、足を開いて立ち、互いに反対の手を一直線に伸ばし、他方の手は手のひらを胸の下につけるもので、「開く世は目出度し」を意味する。
- 中段の構えは「攻撃の体」と呼ばれ、腰をやや落とし、片方の腕を曲げて前方に向け、他方は横腹につけるもので、「国土成就」を意味する。
- 下段の構えは「防御の体」と呼ばれ、中段からさらに腰を入れて、体へつけていた手も体から離して、一方の手と同様に手のひらを開いて互いに構えるもので、「仰せもっとも難有し」を意味する。

## 由来
多くの相撲評論家は、旧両国国技館開館の時に「相撲伝書」（享保時代）もあり「手合いの・上・中・下ほかの型」あたりを参考に、吉田司家が考案したものではないかと推測している。一方、映像で残っている最も古い横綱土俵入りの「せり上がり」は、1896年に横綱昇進を果たした17代横綱小錦八十吉のものであり、文献では江戸時代末期ぐらいから確認できる。時系列からして、せり上がりをヒントに三段構えを発明したと考えることはできるが、その逆はあり得ない。稀勢の里寛の雲龍型のせり上がりは、三段構えを連続して行ったものと説明した親方がいたが、これは大きな間違いである。
三段構えと横綱土俵入りの親和性に関しては、和歌森太郎の著書「相撲今むかし」（隅田川文庫）にある「三段構えが横綱の土俵入りと結びついて行われたかと思う」という記述がある。1980年に発行された「古今大相撲事典」(読売新聞社)では横綱土俵入りについて触れられており、そこでは「『ちりちょうず』『三段構え』『へんばい』の三行が、融合、交響しつつ、完了したことになる」と、その関連性が指摘されている。

## 事例
- 明治以降に行われた26回の事例が知られている[1]。
- 国技館開館の際には毎回、東西の横綱によって執り行われている。
  - 1909年6月2日（旧両国国技館） ：常陸山谷右衛門‐梅ヶ谷藤太郎 (2代)
  - 1954年9月18日（蔵前国技館） ：千代の山雅信‐鏡里喜代治
  - 1985年1月9日（両国国技館） ：千代の富士貢‐北の湖敏満
- 同じ二人の横綱による三段構えは1995年2月5日（両国国技館にて報恩古式相撲の一環で披露）と1996年4月（両国国技館以外で披露）の曙太郎と貴乃花光司などがある。
- 2016年10月4日に大相撲の国際文化交流イベント「大相撲beyond2020場所」で横綱日馬富士公平と横綱鶴竜力三郎が20年ぶりに行った際、日馬富士は千代の富士と北の湖が演じた映像を何回も見て練習したという[2][3]。翌2017年10月4日には同じイベントで横綱白鵬翔と横綱稀勢の里寛が三段構えを披露しており、当時現役中の4横綱全員が経験したことになる。
- 最も多く三段構えを経験した力士は北の湖敏満で、4回経験している。
- 三段構えができるのは現役横綱に限られているわけではなく、経験当時大関や平幕だった力士もいる。